# 죽산안씨 연창위 종가
죽산안씨연창위종가(竹山安氏延昌尉宗家)는 대한민국 경기도 양주시 만송동에 있는 조선시대의 건축물이다. 2001년 1월 16일 경기도의 문화재자료 제103호로 지정되었다.

## 개요
가옥은 평탄한 분지에 남향으로 위치하고 있으며 북으로 약20리가량 떨어져 회암사가 있으며 회암사의 배산인 칠봉산의 능선이 남으로 뻗어내려 만송리를 동으로 감아돌아 남으로 천보산으로 이어져 이 마을의 안산이 되고 있다. 서쪽으로 약 10여리 떨어져 양주관아와 향교가 위치하고 있다. 마을의 입구에는 고목과 공동우물이 있고 이곳에서 약 20여m 떨어져서 이 종가가 남향으로 위치하고 있다.
전체적인 집의 구조는 ㅁ자형으로 외부마당에 면한 바깥채는 대문과 사랑이 있었으나 퇴락이 심하여 현대식 건물로 개조하였다. 이 가옥은 마을의 입향조로서 세종(世宗:1418~1450)의 둘째딸인 정의공주(貞懿公主)의 부마(駙馬)인 연창위(延昌尉) 안맹담(安孟聃:1415~1462)과 그 후 그의 증손자인 경상우도 수군절도사를 역임한 안종탄(安從坦:1490~1538)이 10세 되던 해인 1500년(연산군6년)에 건립되었다고 전해진다.
그 후 이 마을은 죽산 안씨의 집성촌으로 내려오다가 임진·병자의 양란을 맞아 대부분의 건물이 소실된 것으로 전해진다. 그 후 영조대(1724~1776)에 이르러 마을에 정자 등이 건립되면서 현재의 모습으로 가옥이 중건되었고, 그 후 일정기와 한국전쟁을 통해 부분적으로 보수와 변형의 과정을 겪으면서 오늘에 이르고 있는 것으로 추정된다.
현재 가옥의 대청 위 종도리 측면에 묵서명이 쓰여 있으나 퇴락이 심하여 판독이 불가능한 상태로서 현 건물의 정확한 건립연대는 알 수 없으나 가구의 치목이나 맞춤 그리고 공간구성으로 미루어 조선 후기의 건물로 추정된다.

## 참고 문헌
- 죽산안씨연창위종가 - 국가유산청 국가유산포털